# 릴리언 헬먼
릴리언 플로렌스 헬먼(Lillian Florence Hellman, 1905년 6월 20일 ~ 1984년 6월 30일)은 미국의 극작가이며 좌익 활동으로 유명하다. 미국의 미스터리 및 범죄소설 작가인 더쉴 해미트와 30여 년간 연인으로 지냈으며(그녀는 헤미트의 작품에 등장하는 노라 찰스 Nora Charles라는 캐릭터에 영감을 주었다), 작가인 도로시 파커(Dorothy Parker)와는 오랜 친구 사이였다.

## 생애와 작품
루이지애나주의 뉴올리언스의 한 유태인 집안에서 태어났다. 일 년 중 반은 뉴올리언스에 있는 친척의 boarding home(요양원 또는 위탁가정)에서, 나머지 반은 뉴욕 시에서 유년기를 보냈다.
남부 태생으로 컬럼비아 대학을 졸업한 후 작가인 아서 코바와 결혼했다가 이혼한, 오늘날의 미국을 대표하는 극작가의 한 사람이다. 처녀작은 <어린이의 시간>(1934)으로, 이상한 여아의 성격, 여교원의 사생활에까지 손을 대어 여자학교의 내부를 그렸고, 그 후 남부의 가정을 무대로 한 대표작 <새끼 여우들>(1939) <숲 저 너머>(1946) <골방의 완구>(1960)는 그 강렬성과, 특히 여주인공의 성격묘사로 작가의 특질을 나타낸다. 1941년 나치즘을 증오하는 프로퍼갠더적인 가정극 <라인 강의 감시>도 유명하며, <가을의 정원>도 상류가정의 갭을 묘사하고, 미국인의 약점을 찌른 훌륭한 작품이다. 또한 프랑스의 아누이의 작품을 번안한 <종달새>도 유명하다.
미국 동부해안의 마사의 섬(Martha's Vineyard), 티스베리(Tisbury)에서 노환으로 사망하였다. 향년 79세.

## 정치활동
전쟁 이전시기에 더쉴 해미트와 함께 미국작가연맹(the League of American Writers)의 일원이었으며, 히틀러-스탈린 조약의 기간 중 미국반전위원회(Keep America Out of War Committee)에서 일하였다.
1952년 반미활동조사위원회(HUAC, House Un-American Activities Committee)에 출석하였다. 위원회는 헬먼의 연인인 해미트가 미국 공산당 멤버라는 것을 이미 알고 있었고, 알고 있는 공산주의자들의 이름을 제공해달라는 위원회의 요청에 헬먼은 준비한 원고를 읽어 내려갔다. 다음은 그 일부이다. 
| “ | 자신의 곤경을 벗어나기 위해, 수년 전부터 알고 지내던 무고한 사람들을 해치는 행위는, 내게 있어서 비인간적이며 부도덕하며 명예스럽지 못한 일입니다. 비록 나는 정치적인 사람이 아니며, 어떤 정치적 집단에서도 편안함을 갖지 못한다는 점을 오래전에 깨달았다 하더라도, 나의 양심을 잘라내어 이 시대의 유행에 맞추는 일은 않겠습니다. | ” |

그 결과 할리우드 블랙리스트에 올랐고, 수년 동안 할리우드 거대영화사들로부터 배척당했다.
《Two Invented Lives: Hellman and Hammett》의 작가 조안 멜렌(Joan Mellen)에 따르면, 헬먼은 엘리아 카잔 같은 반공산주의 자유주의자들을 격렬히 비난하면서도, 자신의 비평가들에게는 이와 다른 이중 기준을 적용하였다고 한다. 작가 다이아나 트릴링 (Diana Trilling) 은 헬먼이 자신의 출판업자 리틀 브라운 (Little Brown) 에게 계약을 취소하도록 압력을 행사하였다고 비난하였다. 그녀는 일찍이 헬먼의 비난에 대하여 자신과 남편의 입장을 변호하는 에세이집을 펴낸 바 있다.
자신의 인생에 관한 몇 가지 진실을 감추려는 시도를 한 바 있다. 스탈린이 정적들을 숙청할 때 행한 모스크바 재판에 관한 그녀의 언행이 그 중 하나이다. 미국의 자유주의자들에게 보내는 공개서한(An Open Letter to American Liberals)에 사실상 서명하였는데, 서한은 (모스크바)재판의 유죄판결을 지지하였으며 다른 사람들로 하여금 존 듀이가 스탈린의 재판 이면에 있는 진실을 찾아내려는 시도에 동조하지 말도록 촉구하였다. 공개서한은 소련정부(USSR)와 전체주의를 동일시하는 것은 환상이요 오류라고 비판하였다.
레온 트로츠키에게 (미국이) 망명을 허용하는 것을 반대하였는데, 그것은 소련정부가 미국 공산당에게 망명 신청에 반대하라는 지시를 내린 뒤의 일이다. 트로츠키는 전(前) 소비에트 의장이었으며, 스탈린의 정적(政敵)이 되어 망명을 떠난 인물이다 (훗날 스탈린이 보낸 부하에게 암살당한다).
1969년에, 도로시어 스트라우스에게 그녀의 남편이 알렉산드르 솔제니친의 저작을 출판하였기 때문에 '악인(malefactor)'이라고 말했다.

## 작품
- The Children's Hour (1934)
- These Three (1936)
- The Dark Angel (1935)
- Days To Come (1936)
- Dead End (1937)
- The North Star (1943)
- The Little Foxes (1939, 연극)
- Watch on the Rhine (1940)
- The Little Foxes (1941, 각본)
- Another Part of the Forest (1946)
- The Autumn Garden (1951)
- Candide (1957, 오페라)
- The Big Knockover (preface, 1963)
- Toys in the Attic (1959, 영화)
- An Unfinished Woman (1969)
- Pentimento (1973, 책)
- Scoundrel Time (1976)

## 같이 보기
- 더쉴 해미트
- 할리우드 블랙리스트